# Gagea utriculosa
Gagea utriculosa är en liljeväxtart som beskrevs av Igor Germanovich Levichev. Gagea utriculosa ingår i Vårlökssläktet och i familjen liljeväxter.
Artens utbredningsområde är Himachal Pradesh. Inga underarter finns listade.